# Монетный двор Бразилии
Монетный двор Бразилии (порт. Casa da Moeda do Brasil) — бразильское государственное предприятие, занимающееся изготовлением монет, банкнот и другой защищённой продукции (паспорта, почтовые марки и др.). Зарегистрировано в форме публичной компании, подведомственно Министерству финансов Бразилии.
После начала португальской колонизации Бразилии долгое время на её территории не было монетных дворов, а в обращении использовались абсолютно все монеты, попавшие на её территорию (преимущественно — испанские). Первые монеты на территории Бразилии были отчеканены голландцами в 1645—1646 годах во время осады Пернамбуку.
8 марта 1694 года король Педру II Спокойный издал указ об открытии монетного двора в Баие. В 1699 году двор был переведён в Рио-де-Жанейро, через год — в Пернамбуку, где он работал до 1702 года. В 1703 году монетный двор вновь переведён в Рио-де-Жанейро. Затем были открыты ещё несколько монетных дворов: в Баие (1714), Вила-Рика (1724—1734).
В 1868 году в Рио-де-Жанейро было открыто новое здание монетного двора. В 1984 году двор был переведён во вновь построенный производственный комплекс в районе Санта-Круз.